# Gama viridiaenea
Gama viridiaenea är en skalbaggsart som beskrevs av Moser 1918. Gama viridiaenea ingår i släktet Gama och familjen Melolonthidae. Inga underarter finns listade i Catalogue of Life.